# 越乃リュウ
越乃 リュウ（こしの りゅう、7月23日 - ）は、元宝塚歌劇団月組の男役。元月組組長。
新潟県新潟市、沼垂高等学校出身。身長172cm。血液型B型。愛称は「リュウ」。

## 来歴
1991年、宝塚音楽学校入学。
1993年、宝塚歌劇団に79期生として入団。月組公演「グランドホテル／BROADWAY BOYS」で初舞台。
1994年、組まわりを経て月組に配属。
2007年11月12日付で月組副組長に就任。
2008年7月7日付で月組組長に就任。入団15年目での抜擢となり、宝塚史上、最年少での組長誕生ともなった。
2013年10月6日、「ルパン／Fantastic Energy!」東京公演千秋楽をもって、宝塚歌劇団を退団。
退団後は女優・歌手・ナレーター・フォトグラファーなど、様々な分野で活動を続けている。
2016年より出身地である新潟市西区のかがやき大使や、2023年からの新潟県柏崎市の認証米米山プリンセスのアンバサダーに就任。また、2018年に芸歴25周年にちなみ新潟県内の25社の企業とのコラボレーションを企画、2024年夏には上杉謙信を偲ぶ「第99回 謙信公祭」で謙信公役として参加するなど地元との関わりも深い。

## 宝塚歌劇団時代の主な舞台

### 初舞台
- 1993年4 - 5月、月組『グランドホテル』『BROADWAY BOYS』（宝塚大劇場のみ）

### 組まわり
- 1993年8 - 9月、花組『ベイ・シティ・ブルース』『イッツ・ア・ラブ・ストーリー』（宝塚大劇場のみ）
- 1993年11月、星組『うたかたの恋』『パパラギ』（東京宝塚劇場のみ）

### 月組時代
- 1994年6月、『エールの残照／TAKARAZUKA・オーレ!』新人公演：ベアレス（本役：美郷真也）
- 1995年8月、『ME AND MY GIRL』新人公演：ランベスキング[5]
- 1995年10月、『ある日どこかで』（バウ・東京特別）フロント
- 1997年9月、『チェーザレ・ボルジア／プレスティージュ』（全国ツアー）ヴォルペ
- 1997年12月、『ワン・モア・タイム! -グッバイ・ペパーミントナイト! partⅡ-』（バウ）チキン・ジョージ
- 1998年2月、『WEST SIDE STORY』ディーゼル、新人公演：アクション（本役：成瀬こうき）[5]
- 1998年9月、『黒い瞳／ル・ボレロ・ルージュ』新人公演：ミロノフ大尉（本役：立ともみ）
- 1998年11月、『シンデレラ・ロック』（バウ）ルイ
- 1999年3月、『から騒ぎ』（宝塚バウホール）パレット氏[14]
- 1999年5月、『螺旋のオルフェ／ノバ・ボサ・ノバ』新人公演：メール夫人[15]（本役：汐美真帆）
- 1999年10月、『夢幻花絵巻／ブラボー!タカラヅカ』（北京・上海）[16]
- 2000年2月、『LUNA-月の伝言-／BLUE・MOON・BLUE -月明かりの赤い花-』ジム[17]
- 2000年8月、『LUNA-月の伝言-／BLUE・MOON・BLUE -月明かりの赤い花-』（博多座）ジュード[18]
- 2000年9月、『ゼンダの城の虜／ジャズマニア』ツェルター[19]
- 2001年3月、『プロヴァンスの碧い空』（ル・テアトル銀座）バスチャン[20]
- 2001年8月、『大海賊 -復讐のカリブ海-／ジャズマニア』ウィリアム公爵[要出典]
- 2001年10月、『大海賊 -復讐のカリブ海-／ジャズマニア』（全国ツアー）フレデリック[21]
- 2002年1月、『ガイズ&ドールズ』ハリー[22]
- 2002年6月、『サラン・愛／ジャズマニア』（全国ツアー）姜景利[23]
- 2003年3月、『花の宝塚風土記 -春の踊り-／シニョール ドン・ファン』アントニオ[24]
- 2003年9月、『なみだ橋 えがお橋』（宝塚バウホール・日本青年館）法春／千代田ト斎[25][26]
- 2003年11月、『薔薇の封印 -ヴァンパイア・レクイエム-』モリエール[要出典]／クラウス／BLOOD[27]
- 2004年4月、『ジャワの踊り子』（全国ツアー）ポール警視総監[28]
- 2004年6月、『飛鳥夕映え／タカラヅカ絢爛II -灼熱のカリビアン・ナイト-』東漢直風見（やまとあやのあたいかざみ）[29]
- 2004年12月、『熱帯夜話 -眠れない夜に…-』（バウ・東京特別）リュウ（劇団員）
- 2005年2月、『エリザベート -愛と死の輪舞-』ツェップス[30]
- 2005年7月、『Earnest in Love』（梅田芸術劇場）パーキンス／チャジュブル[31]
- 2005年9月、『JAZZYな妖精たち／REVUE OF DREAMS』レプラホーン[32]
- 2006年1月、『あかねさす紫の花／REVUE OF DREAMS』（中日劇場）鏡王[33]
- 2006年5月、『暁のローマ／レ・ビジュー・ブリアン －きらめく宝石の詩－』トレボニウス[34]
- 2006年10月、『オクラホマ!』（日生劇場）エラー叔母[5]
- 2007年1月、『パリの空よりも高く／ファンシー・ダンス』アルベール・デ・サンルー[35]
- 2007年5月、『ダル・レークの恋』（全国ツアー）チャンドラ[36]
- 2007年8月、『MAHOROBA －遥か彼方YAMATO－／マジシャンの憂鬱』ロラーンド[37]
- 2007年12月、『HOLLYWOOD LOVER』（宝塚バウホール・日本青年館）レイ・ハドソン[38]
- 2008年3月、『ME AND MY GIRL』ヘザーセット[5]
- 2008年9月、『グレート・ギャツビー』（日生劇場）ウルフシャイム[39]
- 2008年11月、『夢の浮橋／Apasionado!!』仲信[40]
- 2009年3月、『SAUDAGE -Jにまつわる幾つかの所以-』（シアター・ドラマシティ・昭和女子大学人見記念講堂公演）[41]
- 2009年5月、『エリザベート -愛と死の輪舞-』マックス[42]
- 2009年10月、『ラスト・プレイ -祈りのように-／Heat on Beat!』エルネスト[43]
- 2010年2月、『HAMLET!!』（宝塚バウホール・東京青年会館）クローディアス[44]
- 2010年4月、『THE SCARLET PIMPERNEL』ロベスピエール[45]
- 2010年9月、『ジプシー男爵／Rhapsodic Moon』カルネロ伯爵[46]
- 2010年12月、『STUDIO 54』（シアター・ドラマシティ・東京特別）スティーヴ・ルベル[47]
- 2011年3月、『バラの国の王子／ONE－私が愛したものは…－』商人[48]
- 2011年7月、『アルジェの男／Dance Romanesque』ボランジュ総督[49]
- 2011年11月、『我が愛は山の彼方に／Dance Romanesque』（全国ツアー）エルムチ[50]
- 2012年2月、『エドワード8世－王冠を賭けた恋－／Misty Station－霧の終着駅－』スタンリー・ボールドウィン[51]
- 2012年6月、『ロミオとジュリエット』キャピュレット卿[52]
- 2012年10月、『愛するには短すぎる／Heat on Beat!』（全国ツアー）エドワード・スノードン[53]
- 2013年1 - 3月、『ベルサイユのばら-オスカルとアンドレ編-』 - ブイエ将軍[54]
- 2013年5月、『ME AND MY GIRL』（梅田芸術劇場） - ジョン・トレメイン卿[55]
- 2013年7 - 10月、『ルパン-ARSÈNE LUPIN-』 - ヘリンボーン『Fantastic Energy!』 退団公演[3][56]

## 宝塚歌劇団退団後の主な活動

### 舞台
- 2021年4 - 5月、『エリザベート TAKARAZUKA25周年スペシャル・ガラ・コンサート』 - マックス（梅田芸術劇場・東急シアターオーブ）[57]

### ナレーション
- 2014年 - 2018年、～オトナ度ちょい増しTV～おとな会（MBSテレビ）
- 2018年、LOVE and CITY ～TAKARAZUKA RIVERSIDE STORY～（宝塚市）[注釈 1][58]
- 2021年 - 2022年、news every.「特集」コーナー（日本テレビ系列）[59]
- 2022年、越乃寒梅しゃぶしゃぶ（石本酒造）[60]

### ライブ・コンサート
- 2017年12月、『越乃リュウ クリスマス・コンサート』（りゅーとぴあコンサートホール）[61]
- 2019年2月、『瀏覇』（GINZA SIX 観世能楽堂）[62]
- 2022年12月、『越乃リュウ・クリスマスに歌う』（万代シルバーホテル）[63]
- 2023年5月、『越乃リュウ 芸能生活30周年コンサート』（りゅーとぴあ劇場）[64]
- 2024年10月、『ALive Returns-Handsome Woman-』（日本青年館ホール）[65]

### イベント
- 2016年10月、上賀茂神社式年遷宮一周年奉納イベント『百花繚乱』- ストーリーテラー・プロデュース[66][67]
- 2019年9月、『第34回国民文化祭・にいがた2019、第19回全国障害者芸術・文化祭』[68]
- 2024年8月、『第99回謙信公祭』 - 謙信公役[69][70]

### 連載
- 西区かがやき大使☆越乃リュウ通信（2019年8月-、新潟市西区）[9]
- タカラヅカ「元組長の部屋」（2021年7月-、婦人公論.jp）[71]
- 越乃リュウ 細工はリュウ流（2023年4月-、新潟日報デジタルプラス）[72]